# Dosso (departamento)
Dosso es un departamento situado en la región de Dosso, de Níger. En diciembre de 2012 presentaba una población censada de 492 560 habitantes. Está formado por las siguientes comunas o municipios, que se muestran asimismo con población de diciembre de 2012:
- Dosso 89,132
- Farey 40,302
- Garankedey 35,009
- Gollé 27,860
- Goroubankassam 33,125
- Karguibangou 45,304
- Mokko 52,132
- Sambéra 50,820
- Téssa 26,668
- Tombokoirey I 29,024
- Tombokoirey II 63,184[1]